# Rhinichthys
El género Rhinichthys son peces ciprínidos de agua dulce incluidos en el orden Cypriniformes, distribucidos por ríos de Canadá, Estados Unidos y México, algunas de estas especies son apreciadas en acuariología.
Son peces similares a las carpas pero de tamaño muy pequeño, la mayoría de las especies de poco más de 10 cm, que habitan aguas de clima templado a subtropical.

## Especies
Existen 9 especies agrupadas en este género:
- género Rhinichthys:
  - Rhinichthys atratulus (Hermann, 1804)
  - Rhinichthys cataractae (Valenciennes, 1842) - Carpita rinconera
  - Rhinichthys cobitis (Girard, 1856) - Carpita locha
  - Rhinichthys deaconi (Miller, 1984 )
  - Rhinichthys evermanni (Snyder, 1908)
  - Rhinichthys falcatus (Eigenmann y Eigenmann, 1893)
  - Rhinichthys obtusus (Agassiz, 1854)
  - Rhinichthys osculus (Girard, 1856) - Carpita pinta
  - Rhinichthys umatilla (Gilbert y Evermann, 1894)